# 天文学者の一覧
天文学者の一覧（てんもんがくしゃのいちらん）は、天文学者の一覧である。なお日本の天文学者は多数にわたるのでノーベル物理学賞受賞者・文化勲章受章者のみ掲載する。ノーベル物理学賞受賞者・文化勲章受章者以外の日本の天文学者については日本の天文学者の一覧を参照。
括弧内は国名、生年。ユリウス暦とグレゴリオ暦ではグレゴリオ暦を優先。

## 紀元前の天文学者
- クレオストラトス（ギリシャ、紀元前6世紀）
- メトン（ギリシャ、紀元前5世紀）
- エウドクソス（ギリシャ、紀元前4世紀）
- 甘徳（中国、紀元前4世紀）
- カリポス（ギリシャ、紀元前370年頃）
- ピタネのアウトリュコス（ギリシャ、紀元前360年頃）
- アリストテレス（ギリシャ、紀元前387年）
- チモカリス（ギリシャ、紀元前320年頃）
- アリスタルコス（ギリシャ、紀元前310年頃）
- ヒッパルコス（ギリシャ、紀元前2世紀）
- サモスのコノン（ギリシャ、紀元前280年頃）
- ペルガのアポロニウス（ギリシャ、紀元前262年）
- ビテュニアのテオドシオス（ギリシャ、紀元前160年頃）
- ポセイドニオス（ギリシャ、紀元前135年頃）
- ゲミノス（ギリシャ、紀元前110年頃）
- ソシゲネス（ローマ、紀元前1世紀）

## 1世紀生まれの天文学者
- 賈逵（中国、30年頃）
- スミュルナのテオン（ギリシャ、70年頃）
- クラウディオス・プトレマイオス（ギリシャ、85年）
- クレオメデス（ギリシャ、1世紀）

## 2世紀生まれの天文学者
- 劉洪（中国、140年頃）

## 3世紀生まれの天文学者
- 王蕃（中国、228年）

## 4世紀生まれの天文学者
- アレクサンドリアのテオン（ギリシャ、335年頃）
- 何承天（中国、370年）
- ヒュパティア（エジプト、370年頃）
- カルキディウス（ギリシャ、4世紀）

## 5世紀生まれの天文学者
- 祖沖之（中国、429年）
- アリヤバータ（インド、476年）

## 6世紀生まれの天文学者
- ヴァラーハミヒラ（古代インド、505年）
- 劉焯（中国、544年）

## 7世紀生まれの天文学者
- 一行（中国、683年）

## 8世紀生まれの天文学者
- マーシャーアッラー（ペルシャ 740年頃）
- フワーリズミー（ペルシャ、780年あるいは800年）
- 瞿曇悉達（中国 8世紀）
- ファザーリ（イスラム、8世紀）

## 9世紀生まれの天文学者
- サービト・イブン＝クッラ（アラビア、826年）
- アルフラガヌス（ペルシャ、9世紀）

## 10世紀生まれの天文学者
- アブド・アル・ラフマン・アル・スーフィー（ペルシャ、903年）
- 馬依澤（中国、910年頃）
- アブル・ウワファ（ペルシャ、940年）
- イブン・ユーヌス（アラビア、950年頃）

## 11世紀生まれの天文学者
- ヘルマヌス・コントラクトゥス（ドイツ、1013年）
- アッ＝ザルカーリー（イスラム、1028年）
- ジャビール・イブン・アフラ（1100年頃）

## 12世紀生まれの天文学者
- ゲラルドゥス（イタリア、1114年）
- ヨハネス・ド・サクロボスコ（イギリス/フランス、1195年頃）
- チボリのプラト（イタリア、12世紀）
- アルペトラギウス（モロッコ/スペイン、12世紀）

## 13世紀生まれの天文学者
- ナスィールッディーン・トゥースィー（ペルシャ、1201年）
- カンパヌス（イタリア、1220年）
- ジャマールッディーン（札馬剌丁、ペルシャ/中国、13世紀）

## 14世紀生まれの天文学者
- ニコル・オレーム（フランス 1323年頃）
- グムンデンのヨハネス（オーストリア、1380年頃）

## 15世紀生まれの天文学者
- ゲオルク・プールバッハ（オーストリア、1423年）
- レギオモンタヌス（ドイツ、1436年）
- ドメニコ・マリア・ノヴァーラ（イタリア、1454年）
- ニコラウス・コペルニクス（ポーランド、1473年）
- ジローラモ・フラカストロ（イタリア、1478年）

## 16世紀生まれの天文学者

### 1500年代生まれの天文学者
- アレッサンドロ・ピッコローミニ（イタリア、1508年）

### 1510年代生まれの天文学者
- エラスムス・ラインホルト（ドイツ、1511年）
- ヤコブ・ベン・マキル・イブン・ティボン（スペイン、1511年頃）
- ゲオルク・レティクス（オーストリア、1514年）

### 1530年代生まれの天文学者
- クリストファー・クラヴィウス（ドイツ、1538年）

### 1540年代生まれの天文学者
- ティコ・ブラーエ（デンマーク、1546年）
- トーマス・ディッグス（イギリス、1546年 ）

### 1550年代生まれの天文学者
- ミヒャエル・メストリン（ドイツ、1550年）

### 1560年代生まれの天文学者
- トーマス・ハリオット（イギリス、1560年頃）
- フィリッペ・ファン・ランスベルゲ（オランダ、1561年）
- ロンゴモンタヌス（クリスチアン・セベリン）（デンマーク、1562年）
- ガリレオ・ガリレイ（イタリア、1564年）
- ダーヴィト・ファブリツィウス（ドイツ、1564年）

### 1570年代生まれの天文学者
- ヨハネス・ケプラー（ドイツ、1571年）
- アドリアーンスゾーン・メチウス（オランダ、1571年）
- ヨハン・バイエル（ドイツ、1572年）
- ジーモン・マリウス（ドイツ、1573年）
- クリストフ・シャイナー（ドイツ、1575年）

### 1580年代生まれの天文学者
- ヴィレブロルト・スネル（オランダ、1580年）
- バルダッサル・カプラ（イタリア、1580年）
- ニコラ＝クロード・ファブリ・ド・ペーレスク（フランス、1580年）
- ジャン＝バチスト・モラン（フランス、1583年）
- ニッコロ・ズッキ（イタリア、1586年）
- ヨハン・シサット（キサトゥス）（スイス、1587年頃）

### 1590年代生まれの天文学者
- アンドレアス・ケラリウス（ドイツ/オランダ、1596年頃）
- ヘンリー・ゲリブランド（イギリス、1597年）
- ミヒャエル・ラングレン（ベルギー、1598年 ）
- ジョヴァンニ・バッティスタ・リッチョーリ（イタリア、1598年）

## 17世紀生まれの天文学者

### 1600年代生まれの天文学者
- ジョヴァンニ・ボレリ（イタリア、1608年）

### 1610年代生まれの天文学者
- ウィリアム・クラブトリー（イギリス、1610年）
- ヨハネス・ヘヴェリウス（ポーランド、1611年）
- ガブリエル・ムートン（フランス、1618年）
- ヴォワチュール・アンテルム（オランダ、1618年）

### 1620年代生まれの天文学者
- ジャン・ピカール（フランス、1620年）
- トーマス・ストリート（イギリス、1621年）
- アドリアン・オーズー（フランス、1622年）
- ローレンス・ルーク（イギリス、1622年）
- フェルディナント・フェルビースト（南懐仁、ベルギー/中国、1623年）
- ジョヴァンニ・カッシーニ（イタリア、1625年）
- クリスティアーン・ホイヘンス（オランダ、1629年）

### 1630年代生まれの天文学者
- ジャン・リシェ（フランス、1630年）
- ジェミニアーノ・モンタナリ（イタリア、1633年）
- ジェームス・グレゴリー（スコットランド、1638年）
- ゴットフリート・キルヒ（ドイツ、1639年）

### 1640年代生まれの天文学者
- フィリッペ・ドゥ・ライール（フランス、1640年）
- アイザック・ニュートン（イギリス、1643年）
- ゲオルク・ザムエル・デルフェル（ドイツ、1643年）
- ジョン・フラムスティード（イギリス、1646年）

### 1650年代生まれの天文学者
- エドモンド・ハリー（イギリス、1656年）

### 1660年代生まれの天文学者
- ジャコーモ・フィリッポ・マラルディ（イタリア/フランス、1665年）

### 1670年代生まれの天文学者
- ヨハン・ドッペルマイヤー（ドイツ、1677年）
- ジャック・カッシーニ（イギリス、1677年）
- ペーダー・ニールセン・ホレボー（デンマーク、1679年）

### 1680年代生まれの天文学者
- ジョン・ハドリー（イギリス、1682年）
- ジョセフ＝ニコラ・デリール（フランス、1688年）
- ジャイ・シング2世（インド、1688年）
- サミュエル・モリノー（イギリス、1689年）

### 1690年代生まれの天文学者
- ジェームズ・ブラッドリー（イギリス、1693年）
- レジノー・ウーティエ（フランス、1694年）
- シャルル・カミュ（フランス、1699年）

## 18世紀生まれの天文学者

### 1700年代生まれの天文学者
- ルイ・ゴダン（フランス、1704年）

### 1710年代生まれの天文学者
- ジェームズ・ショート（イギリス、1710年）
- ルジェル・ヨシプ・ボスコヴィッチ（クロアチア/イタリア、1711年）
- アレキサンドル・ピングレ（フランス、1711年）
- トーマス・ライト（イギリス、1711年）
- ニコラ・ルイ・ド・ラカーユ（フランス、1713年）
- アレクシス・クレロー（フランス、1713年）
- アレキサンダー・ウィルソン（スコットランド、1714年）
- ジョン・ウィンスロップ（アメリカ、1714年）
- ピエール・シャルル・ルモニエ（フランス、1715年）
- ジャン＝フィリップ・ロワ・ド・シェゾー（フランス、1718年）
- クリスチアン・ホレボー（デンマーク、1718年）
- クリスチャン・マイヤー（オーストリア、1719年）

### 1720年代生まれの天文学者
- ジャン・シャップ・ドートロシュ（フランス、1722年）
- トビアス・マイヤー（ドイツ、1723年）
- ギヨーム・ル・ジャンティ（フランス、1725年）
- ヨハン・ティティウス（ドイツ、1729年）

### 1730年代生まれの天文学者
- シャルル・メシエ（フランス、1730年）
- ベンジャミン・バネカー（アメリカ、1731年）
- ジェローム・ラランド（フランス、1732年）
- ネヴィル・マスケリン（イギリス、1732年）
- ジェレマイア・ディクソン（イギリス、1733年）
- ジャン・シルヴァン・バイイ（フランス、1736年）
- ウィリアム・ハーシェル（ドイツ、1738年）

### 1740年代生まれの天文学者
- アンダース・レクセル（スウェーデン/ロシア、1740年）
- アイゼ・アイジンガー（オランダ、1744年）
- ピエール・メシャン（フランス、1744年）
- ヨハン・シュレーター（ドイツ、1745年）
- ジュゼッペ・ピアッツィ（イタリア、1746年）
- ヨハン・ボーデ（ドイツ、1747年）
- ピエール・シモン・ラプラス（フランス、1749年）
- ジャン・バティスト・ジョゼフ・デランブル（フランス、1749年）

### 1750年代生まれの天文学者
- カロライン・ハーシェル（ドイツ、1750年）
- エドワード・ピゴット（イギリス、1753年）
- フランツ・フォン・ツァハ（ハンガリー / オーストリア / ドイツ、1754年）
- スティーヴン・グルームブリッジ（イギリス、1755年）
- エルンスト・クラドニ（ドイツ、1756年）
- ヴィルヘルム・オルバース（ドイツ、1758年）

### 1760年代生まれの天文学者
- ジャン＝ルイ・ポン（フランス、1761年）
- ジョン・ブリンクリー（イギリス、1763年）
- ジョン・グッドリック（オランダ /イギリス、1764年）
- カール・ハーディング（ドイツ、1765年）
- ヨハン・ビュルグ（オーストリア、1766年）
- アレキシス・ブヴァール（フランス、1767年）

### 1770年代生まれの天文学者
- トーマス・ブリスベーン（イギリス、1773年）
- フランシス・ベイリー（イギリス、1774年）
- ヨハン・フォン・ゾルトナー（ドイツ、1776年）
- カール・フリードリヒ・ガウス（ドイツ、1777年）
- ヘンリー・ケーター（イギリス、1777年）
- ヨハン・ベンツェンベルク（ドイツ、1777年）

### 1780年代生まれの天文学者
- ジョヴァンニ・プラーナ（イタリア、1781年）
- ヴィルヘルム・フォン・ビーラ（ドイツ、1782年）
- フリードリヒ・ヴィルヘルム・ベッセル（ドイツ、1784年）
- クリストフェル・ハンステーン（ノルウェー、1784年）
- ジェームズ・サウス（イギリス、1785年）
- ヨセフ・フォン・フラウンホーファー（ドイツ、1787年）
- ウィリアム・ヘンリー・スミス（イギリス、1788年）
- エドワード・サビーン（イギリス、1788年）
- ハインリッヒ・シュワーベ（ドイツ、1789年）
- パルム・ボグスラフスキー（ドイツ、1789年）

### 1790年代生まれの天文学者
- ヨハン・フランツ・エンケ（ドイツ、1791年）
- クロード・プイエ（フランス、1791年）
- ジョン・ハーシェル（イギリス、1792年）
- カール・ヘンケ（ドイツ、1793年）
- フリードリッヒ・フォン・シュトルーベ（ロシア、1793年）
- ヨハン・ハインリッヒ・メドラー（ドイツ、1794年）
- ジャック・バビネ（フランス、1794年）
- テンプル・シュヴァリエ（イギリス、1794年）
- ペーター・ハンゼン（ドイツ、1795年）
- ヴィルヘルム・ベーア（ドイツ、1797年）
- ジョン・ロッテスリー（イギリス、1798年 ）
- トーマス・ヘンダーソン（イタリア、1798年）
- フリードリヒ・ヴィルヘルム・アルゲランダー（ドイツ、1799年）
- ウィリアム・ドーズ（イギリス、1799年）
- ウィリアム・ラッセル（イギリス、1799年）

### 1800年生まれの天文学者
- ウィリアム・パーソンズ（ロス卿、イギリス、1800年）
- オットー・ローゼンベルガー（ドイツ、1800年）

## 19世紀生まれの天文学者

### 1800年代生まれの天文学者
- ジョージ・エアリー（イギリス、1801年）
- ヘルマン・ゴルトシュミット（ドイツ、1802年）
- ジェームズ・チャリス（イギリス、1803年）
- ウィリアム・ラドクリフ・バート（イギリス、1804年）
- ヨハン・フォン・ラモント（ドイツ、1805年）
- クリスチャン・A・F・ペーテルス（ドイツ、1806年）
- マニュエル・ジョンソン（イギリス、1805年）
- エドゥアルト・ハイス（ドイツ、1806年）
- フレデリク・カイセル（オランダ、1808年）
- チャールズ・プリチャード（イギリス、1808年）

### 1810年代生まれの天文学者
- ユルバン・ルヴェリエ（フランス、1811年）
- ヨハン・ガレ（ドイツ、1812年）
- ダニエル・カークウッド（アメリカ、1814年）
- エルヴェ・フェイ（フランス、1814年）
- ウォーレン・デラルー（イギリス、1815年）
- シャルル＝ユージェヌ・ドロネー（フランス、1816年）
- ルイス・ラザファード（アメリカ、1816年）
- ウィリアム・アレン・ミラー（イギリス、1817年）
- アンジェロ・セッキ（イタリア、1818年）
- マリア・ミッチェル（アメリカ、1818年）
- ジョン・クーチ・アダムズ（イギリス、1819年）

### 1820年代生まれの天文学者
- エドゥアール・ロシュ（フランス、1820年）
- ビクトル・ピュイズー（フランス、1820年）
- ルートヴィヒ・ザイデル（ドイツ、1821年）
- エルンスト・テンペル（ドイツ、1821年）
- アメデ・ムーシェ（フランス、1821年）
- グスタフ・シュペーラー（ドイツ、1822年）
- ハインリヒ・ダレスト（ドイツ、1822年）
- ロベルト・ルター（ドイツ、1822年）
- ジャン・シャコルナク（フランス、1823年）
- ジョン・ハインド（イギリス、1823年）
- ナサニエル・E・グリーン（イギリス、1823年）
- ピエール・ジャンサン（フランス、1824年）
- ウィリアム・ハギンズ（イギリス、1824年）
- ベンジャミン・グールド（アメリカ、1824年）
- ロレンツォ・レスピーギ（イタリア、1824年）
- リチャード・キャリントン（イギリス、1826年）
- ジョヴァンニ・バッティスタ・ドナティ（イタリア、1826年）
- ジョゼフ・ウィンロック（アメリカ、1826年）
- エティエンヌ・レオポール・トルーヴェロ（フランス、1827年）
- エドゥアルト・シェーンフェルト（ドイツ、1828年）
- アルベルト・マルト（ドイツ、1828年）

### 1830年代生まれの天文学者
- カール・ブルーンス（ドイツ、1830年）
- アクセル・モーレル（スウェーデン、1830年）
- フョードル・ブレディキン（ロシア、1831年）
- モーリス・ローイ（フランス、1833年）
- カール・フリードリッヒ・ツェルナー（ドイツ、1834年）
- チャールズ・ヤング（アメリカ、1834年）
- ジョヴァンニ・スキアパレッリ（イタリア、1835年）
- サイモン・ニューカム（アメリカ、1835年）
- ロドルフ・ラドー（フランス、1835年）
- フリードリヒ・ヴィネッケ（ドイツ、1835年）
- ノーマン・ロッキャー（イギリス、1836年）
- ジョージ・ハフ（アメリカ、1836年）
- ヘンリー・チェンバレン・ラッセル（オーストラリア、1836年）
- ジョージ・ハフ（アメリカ、1836年）
- エドワール・ステファン（フランス、1837年）
- エトムント・ヴァイス（オーストリア、1837年）
- ヘンリー・ドレイパー（アメリカ、1837年）
- ウィリアム・ハークネス（アメリカ、1837年）
- アルトゥル・アウヴェルス（ドイツ、1838年）
- シャーバーン・バーナム（アメリカ、1838年）
- トルバルド・ティエレ（デンマーク、1838年）
- ピエトロ・タッキーニ（イタリア、1838年）
- ニルス・ドゥネル（スウェーデン、1839年）
- エルコレ・デンボウスキー（イタリア、1839年）
- ジョルジュ・ライエ（フランス、1839年）

### 1840年代生まれの天文学者
- エルンスト・アッベ（ドイツ、1840年）
- テオドール・オッポルツァー（チェコ 、1841年）
- ヨハン・ギルデン（スウェーデン、1841年）
- ヘルマン・カール・フォーゲル（ドイツ、1841年）
- アンドリュー・コンモン（イギリス、1841年）
- カミーユ・フラマリオン（フランス、1842年）
- デービッド・ギル（イギリス、1843年）
- ウィリアム・アブニー（イギリス、1843年）
- ウィリアム・ロバート・ブルックス（イギリス / アメリカ、1844年）
- アンニーバレ・リッコ（イタリア、1844年）
- ヘルマン・クライン（ドイツ、1844年）
- ルイ・ニーステン（ベルギー、1844年）
- ジョージ・ハワード・ダーウィン（イギリス、1845年）
- ウィルヘルム・ローゼ（ドイツ、1845年）
- アンリ・J・ペロタン（フランス、1845年）
- フェリックス・チスラン（フランス、1845年）
- オスカル・バックルンド（スウェーデン、1846年）
- ルイス・ボス（アメリカ、1846年）
- ジェイムズ・リンジー（イギリス、1847年）
- ヨハン・ハーゲン（オーストリア、1847年）
- バンジャマン・バイヨー（フランス、1848年）
- ラディスラス・ワイネック（オーストリア、1848年）
- ヨハン・パリサ（オーストリア、1848年）
- フーゴ・フォン・ゼーリガー（ドイツ、1849年）
- ジェローム・E・コッジャ（フランス、1849年）
- ヴィトリド・ツェラスキー（ロシア、1849年）

### 1850年代生まれの天文学者
- フリードリヒ・カール・ギンツェル（オーストリア、1850年）
- ギヨーム・ビゴルダン（フランス、1851年）
- ヤコブス・カプタイン（オランダ、1851年）
- ヨハン・ドレイヤー（デンマーク、1852年）
- オクターブ・カランドロー（フランス、1852年）
- フランク・ワシントン・ヴェリー（アメリカ、1852年）
- アンリ・デランドル（フランス、1853年）
- ジョン・マーチン・シェバーリ（アメリカ、1853年）
- ハインリヒ・クロイツ（ドイツ、1854年）
- アリスタルフ・ベロポルスキ（ロシア、1854年）
- ヘルマン・シュトルーベ（ロシア、1854年）
- デイヴィッド・ペック・トッド（アメリカ、1855年）
- フリードリッヒ・キュストナー（ドイツ、1856年）
- ウォルター・グッデーカー（イギリス、1856年）
- ヨハネス・ヴィルジング（ドイツ、1856年）
- エドワード・エマーソン・バーナード（アメリカ、1857年）
- ジェームズ・エドワード・キーラー（アメリカ、1857年）
- トーマス・エスピン（イギリス、1858年）
- ルドヴィッヒ・シュトルーベ（ロシア、1858年）
- ヴィンチェンツォ・チェルッリ（イタリア、1859年）

### 1860年代生まれの天文学者
- ジョン・パークハースト（アメリカ、1861年）
- モーリス・アミー（フランス、1861年）
- ハーバート・ターナー（イギリス、1861年）
- ロバート・イネス（南アフリカ、1861年）
- カール・シャーリエ（スウェーデン、1862年）
- ウィリアム・ウォレス・キャンベル（アメリカ、1862年）
- オットー・ブレンデル（ドイツ、1862年）
- アニー・ジャンプ・キャノン（アメリカ、1863年）
- マックス・ヴォルフ（ドイツ、1863年）
- ロバート・グラント・エイトケン（アメリカ、1864年）
- ジョン・エヴァシェッド（イギリス、1864年）
- ヒューバート・ニュートン（アメリカ、1864年）
- ヨハネス・ハルトマン（ドイツ、1865年）
- アンドリュー・クロンメリン（イギリス、1865年）
- パーヴェル・シュテルンベルク（ソビエト、1865年）
- カール・グスタフ・ヴィット（ドイツ、1866年）
- ラルフ・サムプソン（イギリス、1866年）
- アーネスト・ウィリアム・ブラウン（イギリス / アメリカ、1866年）
- トーマス・シー（アメリカ、1866年）
- アントニア・モーリ（アメリカ、1866年）
- シャルル・ファブリ（フランス、1867年）
- チャールズ・パーライン（アメリカ / アルゼンチン、1867年）
- フィリップ・ファウト（ドイツ、1867年）
- ヘンリエッタ・スワン・リービット（アメリカ、1868年）
- セオドア・フィリップス（イギリス、1868年）
- ホセ・コマス・ソラ（スペイン、1868年）
- ユジェーヌ・ミカエル・アントニアディ（ギリシャ/フランス、1870年）

### 1870年代生まれの天文学者
- フィリップ・コーウェル（イギリス、1870年）
- 木村栄（日本、1870年）[1]
- ウィリアム・ハモンド・ライト（アメリカ、1871年）
- ヨハン・ステイン（オランダ、1871年）
- フランク・シュレシンジャー（アメリカ、1871年）
- ウィレム・ド・ジッター（オランダ、1872年）
- チャールズ・アボット（アメリカ、1872年）
- フォレスト・モールトン（アメリカ、1872年）
- ヒーバー・ダウスト・カーチス（アメリカ、1872年）
- カール・シュヴァルツシルト（ドイツ、1873年）
- ミシェル・ジャコビニ（フランス、1873年）
- フレデリック・シアーズ（アメリカ、1873年）
- アイナー・ヘルツシュプルング（デンマーク、1873年）
- カール・ランプランド（アメリカ、1873年）
- カール・スンドマン（フィンランド、1873年）
- ハンス・ルーデンドルフ（ドイツ、1873年）
- アントン・パンネクーク（オランダ、1873年）
- フランク・エルモア・ロス（アメリカ、1874年）
- ヘンリー・プラマー（イギリス、1875年）
- ガブリール・チホフ(ロシア、1875年）
- ウォルター・シドニー・アダムズ（アメリカ、1876年）
- ジョン・オーガスト・アンダースン（アメリカ、1876年）
- ホルガー・ティエレ（デンマーク / アメリカ、1878年）
- レイモンド・ドゥーガン（アメリカ、1878年）
- グイード・オルン＝ダルトゥーロ（イタリア、1879年）
- ベルンハルト・シュミット（ドイツ、1879年）

### 1880年代生まれの天文学者
- ケネス・エッジワース（アイルランド、1880年）
- ジョージ・ファン・ビースブルック（ベルギー / アメリカ、1880年）
- フィリベール・ジャック・メロッテ（イギリス、1880年）
- フランシス・ピーズ（イギリス、1881年）
- エルンスト・ハルトヴィッヒ（ドイツ、1881年）
- ウィリアム・クリスティ（イギリス、1881年）
- フレドリック・ストラットン（アメリカ、1881年）
- アーサー・エディントン（イギリス、1882年）
- ウジェーヌ・デルポルト（ベルギー、1882年）
- グスタフ・ストレームベリ（スウェーデン / アメリカ、1882年）
- アドリアン・ヴァン・マーネン（オランダ / アメリカ、1884年）
- ハーロー・シャプレー（アメリカ、1885年）
- エルンスト・ツィナー（ドイツ、1886年）
- ロバート・トランプラー（スイス、1886年）
- シドニー・チャップマン（イギリス、1888年）
- エドウィン・ハッブル（アメリカ、1889年）

### 1890年代生まれの天文学者
- アンドレ・ダンジョン（フランス、1890年）
- ハロルド・スペンサー＝ジョーンズ（イギリス、1890年）
- ヤン・ヴォルチェ（オランダ 、1891年）
- ミルトン・ヒューメイソン（アメリカ、1891年）
- セス・B・ニコルソン（アメリカ、1891年）
- ユルィヨ・バイサラ（フィンランド、1891年）
- グリゴーリ・シャイン（ロシア、1892年）
- カール・ラインムート（ドイツ、1892年）
- クーノ・ホフマイスター（ドイツ、1892年）
- ウォルター・バーデ（ドイツ、1893年）
- マルセル・ミンナルト（ベルギー / オランダ、1893年）
- レオン・フフナゲル（ポーランド、1893年）
- ミハイル・スボーチン（ロシア、1893年）
- エルンスト・エピック（エストニア、1893年）
- ジョルジュ・ルメートル（ベルギー、1894年）
- ヘルマン・ザンストラ（オランダ、1894年）
- ルドルフ・ミンコフスキー（ドイツ / アメリカ、1895年）
- ベルティル・リンドブラッド（スウェーデン、1895年）
- ベルナール・リヨ（フランス、1897年）
- 萩原雄祐（日本、1897年）[1]
- オットー・シュトルーベ（ロシア / アメリカ、1897年）
- ウィリアム・グリーブス（イギリス、1897年）
- フリッツ・ツビッキー（スイス、1898年）
- ウィレム・ヤコブ・ルイテン（オランダ / アメリカ、1899年）
- アンリ・ミヌール（フランス、1899年）

### 1900年生まれの天文学者
- ヤン・オールト（オランダ、1900年）
- ルドルフ・ウォルフ（スイス、1900年）
- レスリー・ペルチャー（アメリカ、1900年）

## 20世紀生まれの天文学者

### 1900年代生まれの天文学者
- ドナルド・メンゼル（アメリカ、1901年）
- ディルク・ブラウワー（オランダ / アメリカ、1902年）
- ボリス・ヴォロンツォフ＝ヴェリヤミノフ（ロシア、1904年）
- ジェラルド・カイパー（オランダ、1905年）
- カール・ジャンスキー（アメリカ、1905年）
- アルブレヒト・ウンゼルト（ドイツ、1905年）
- アルバート・ホィットフォード（アメリカ、1905年）
- ルーペルト・ヴィルト（ドイツ/アメリカ、1905年）
- クライド・トンボー（アメリカ、1906年）
- ポール・スウィングス（ベルギー、1906年）
- パーヴェル・パレナゴ（ロシア、1906年）
- ベングト・エドレン（スウェーデン 1906頃）
- バルト・ボーク（オランダ、1906年）
- リチャード・ウーリー（イギリス、1906年）
- トーマス・カウリング（イギリス、1906年）
- ルードヴィッヒ・ビーアマン（ドイツ、1907年）
- カイ・オーゲ・ストランド（デンマーク / アメリカ、1907年）
- ベンクト・ストレームグレン（デンマーク、1908年）
- ジェラルド・クレメンス（アメリカ、1908年）
- ジェシー・グリーンスタイン（アメリカ、1909年）
- ボリス・クカーキン（ロシア、1909年）

### 1910年代生まれの天文学者
- カール・セイファート（アメリカ、1911年）
- マーティン・シュヴァルツシルト（ドイツ、1912年）
- ギイェルモ・アロ（メキシコ、1913年）
- アルフレッド・ラヴェル（イギリス、1913年）
- ズデネク・コパル（チェコ 、1914年）
- アドリアーン・ブラウ（オランダ、1914年）
- フレッド・ホイル（イギリス、1915年）
- リイシ・オテルマ（フィンランド、1915年）
- ロバート・ハンブリー・ブラウン（イギリス、1916年）
- ヨシフ・シクロフスキー（ロシア、1916年）
- マーティン・ライル（イギリス、1918年）
- ヘンドリク・ファン・デ・フルスト（オランダ、1918年）
- オリン・エッゲン（アメリカ、1919年）

### 1920年代生まれの天文学者
- 林忠四郎（日本、1920年）[2][3]
- コルネリス・デ・ヤヘル（オランダ、1921年）
- ハロルド・レスター・ジョンソン（アメリカ、1921年）
- ジョン・ボルトン（イギリス-オーストラリア、1922年）
- 小田稔（日本、1923年）[4]
- ジョン・ポール・ワイルド（イギリス-オーストラリア、1923年）
- アントニー・ヒューイッシュ（イギリス、1924年）
- エドウィン・サルピーター（オーストリア - オーストラリア - アメリカ合衆国 、1924年）
- マーテン・シュミット（オランダ 、1924年）
- ドナルド・オスターブロック（アメリカ、1924年）
- ジェフリー・バービッジ（イギリス / アメリカ、1925年）
- 小柴昌俊（日本、1926年）[5]
- ホルトン・アープ（アメリカ、1927年）
- ユージン・シューメーカー（アメリカ、1928年）
- ジョージ・B・フィールド（アメリカ、1929年）
- エリザベス・レーマー（アメリカ、1929年）

### 1930年代生まれの天文学者
- フランク・ドレイク（アメリカ、1930年）
- ゲリー・ノイゲバウアー（ドイツ / アメリカ、1932年）
- カール・セーガン（アメリカ、1934年）
- アーノ・ペンジアス（アメリカ、1934年）
- ドナルド・リンデンベル (イギリス、1935年）
- ルボシュ・コホーテク（チェコ 、1935年）
- リュドミーラ・チェルヌイフ（ロシア、1935年）
- ロナウド・モウラン（ブラジル。1935年）
- ロバート・W・ウィルソン（アメリカ、1936年）
- アレキサンダー・ボクセンバーグ（イギリス、1936年）
- ジェームズ・E・ガン（アメリカ、1938年）
- ジェームズ・クリスティー（アメリカ、1938年）
- リチャード・ベレンゼン（アメリカ、1938年）

### 1940年代生まれの天文学者
- ロナルド・エカーズ（オーストラリア、1941年）
- ベアトリス・ティンズリー（アメリカ、1941年）
- ミシェル・マイヨール（スイス、1942年）
- 戸塚洋二（日本、1942年）[6]
- ジャネット・アクユズ・マッテイ（トルコ、1943年）
- アレクサンデル・ヴォルシュチャン（ポーランド、1946年）
- ブライアン・メイ（イングランド、1947年）

### 1950年代生まれの天文学者
- アラン・ヘール（アメリカ、1958年）
- シュリーニヴァース・クルカルニー（インド / アメリカ、1958年）
- 梶田隆章（日本、1959年）[7]
- デイヴィッド・ラビノウィッツ（アメリカ、1960年）

### 1960年代生まれの天文学者
- ジェーン・ルー（ベトナム / アメリカ、1963年）
- マイケル・ブラウン（アメリカ、1965年）

### 1970年代生まれの天文学者
- ヤンガ・R・フェルナンデス（アメリカ、1971年）
- チャドウィック・トルヒージョ（アメリカ、1973年）

## 宇宙物理学者
- アレクサンドル・フリードマン（ロシア、1888年）
- ボリス・ゲラシモヴィッチ（ロシア、1889年）
- ロバート・アトキンソン（イギリス、1898年）
- ジョージ・ガモフ（アメリカ、1904年）
- ハンス・ベーテ（ドイツ、1906年）
- スブラマニアン・チャンドラセカール（アメリカ、1910年）
- レイモンド・リットルトン（イギリス、1911年）
- ヤーコフ・ゼルドビッチ（ロシア、1914年）
- ポール・ルドゥー（ベルギー、1914年）
- エヴリー・シャツマン（フランス、1920年）
- 林忠四郎（日本、1920年）[2][3]
- ユージン・ニューマン・パーカー（アメリカ、1927年）
- ウォーレス・サージェント（アメリカ、1935年）
- ドナルド・リンデンベル (イギリス、1935年）
- エレミア・オストライカー（アメリカ、1937年）
- フランク・ダイソン（イギリス、1940年）
- ボフダン・パチンスキ（ポーランド、1940年）
- スティーヴン・ホーキング（イギリス、1942年）
- ラシード・スニャーエフ（ロシア、1943年）
- ジョージ・スムート（アメリカ、1945年）
- ジョン・C・マザー（アメリカ、1945年）
- ニコライ・シャクラ（ベラルーシ / ロシア、1945年）